# Premier League Malti 1973-1974
Il campionato era formato da 10 squadre e la Valletta F.C. vinse il titolo.

## Classifica finale
| Pos. | Squadra              | G  | V  | N | P | GF | GS | Punti |
| ---- | -------------------- | -- | -- | - | - | -- | -- | ----- |
| 1    | Valletta F.C.        | 18 | 12 | 4 | 2 | 23 | 8  | 28    |
| 2    | Hibernians F.C.      | 18 | 10 | 4 | 4 | 21 | 9  | 24    |
| 3    | Floriana             | 18 | 7  | 7 | 4 | 32 | 21 | 21    |
| 4    | Sliema Wanderers     | 18 | 8  | 5 | 5 | 25 | 14 | 21    |
| 5    | Zebbug Rangers       | 18 | 4  | 7 | 7 | 8  | 13 | 15    |
| 6    | Marsa F.C.           | 18 | 5  | 5 | 8 | 19 | 25 | 15    |
| 7    | Gzira United         | 18 | 5  | 5 | 8 | 16 | 23 | 15    |
| 8    | Birkirkara F.C.      | 18 | 3  | 8 | 7 | 12 | 19 | 14    |
| 9    | Qormi F.C.           | 18 | 5  | 4 | 9 | 10 | 23 | 14    |
| 10   | Ħamrun Spartans F.C. | 18 | 2  | 9 | 7 | 11 | 22 | 13    |